# Mickey Hardt
Mickey Hardt (ur. 27 marca 1969 w Sorengo) – szwajcarski aktor telewizyjny i filmowy, model.

## Życiorys
Urodził się w Sorengo w Szwajcarii jako syn Luksemburczyka – zawodowego piłkarza i austriackiej piosenkarki, aktorki teatralnej i psychologa. Dorastał w Luksemburgu. W wieku ośmiu lat zaczął trenować sztuki walki (posiada pierwszy dan w taekwondo), które stały się jedną z jego pasji życiowych, obok gry na gitarze i fortepianie. Później, studiując na uniwersytecie w Brukseli.
W 1994 rozpoczął pracę w niepełnym wymiarze czasu na arenie międzynarodowej jako model reklamujący wyroby Armaniego, Kenzō Takady, Claude'a Montany i Versace. Następnie brał udział w lekcjach aktorstwa w Paryżu. Następnie wyjechał do Berlina, gdzie został odkryty przez Donniego Yena, który zaangażował go do roli Josha Engela, instruktora i mistrza sztuk walki w telefilmie Puma – szkoła męstwa (Der Puma – Kämpfer mit Herz, 1999). Rok potem film doczekał się kontynuacji jako serial telewizyjny. 
W 2001 Mickey Hardt odebrał nagrodę Shooting Star na 51. Międzynarodowym Festiwalu Filmowym w Berlinie. W niemieckiej komedii RTL W imię panny młodej (Im Namen der Braut, 2006) wystąpił jako francuski striptizer Jerome.
W 2007 i 2009 roku otrzymał tytuł mistrza Niemiec w savate i taekwondo. Od 2009 jest członkiem The Dead Lovers, zespołu z Manchesteru z siedzibą w Berlinie. Ich pierwszy album Supernormal Superstar został wydany w 2014.

## Życie prywatne
W 1999 ożenił się z fotografką Jackie Hardt. Zamieszkali w Berlinie. W czerwcu 2000 przyszło na świat ich pierwsze dziecko. 

## Wybrana filmografia

### Filmy
- 2001: Ćma (Nachtfalter) jako Raphaël
- 2003: Chin gei bin jako książę Duke Dekotes
- 2004: Max Havoc: Klątwa smoka (Max Havoc: Curse of the Dragon) jako Max Havoc
- 2006: Max Havoc: W kręgu ognia (Max Havoc: Ring of Fire) jako Max Havoc
- 2008: Tak, wyjdę za ciebie! (Evet, ich will!) jako Tim

### Filmy TV
- 1999: Puma - szkoła męstwa (Der Puma - Kämpfer mit Herz) jako Josh Engel
- 2002: Zapach pieniędzy (Der Duft des Geldes) jako Alexander Kleeberg
- 2003: Mordercza rozgrywka ( Ein mörderisches Spiel) jako Erik
- 2004: Nieposkromione serce (Das unbezähmbare Herz) jako Edmont de Savigny
- 2005: Zakochana księżniczka (Eine Prinzessin zum Verlieben) jako książę Ferdynand von Sachsen-Anhalt, narzeczony Isabelli
- 2006: W imię panny młodej (Im Namen der Braut) jako Jerome
- 2006: Mogę pożyczyć rodzinie (Ich leih mir eine Familie) jako Julianes Arbeitskollege

### Seriale TV
- 2000: Puma - szkoła męstwa (Der Puma - Kämpfer mit Herz) jako Josh Engel
- 2001: SK Kölsch jako Leonardis Varydis
- 2001: S.O.S. Barracuda jako Leo
- 2002: Berlin, Berlin jako Olaf
- 2002: Wolffs Revier jako Sven Böttcher
- 2004: SOKO Leipzig jako Paul Meissen
- 2004-2005: Sabine!! jako Tim Boeve
- 2005: SOKO Wismar jako Ingo Hagemann
- 2007: Die Rosenheim-Cops jako Konstantin Hartwig
- 2007: SOKO 5113 jako Sascha Wiegand
- 2007: Küstenwache jako Van Amelung
- 2008: Niemcy (Die Deutschen) jako Henryk IV Salicki
- 2008: Rosamunde Pilcher jako Thomas Philipps
- 2008: SOKO Wismar jako Thomas Riecke
- 2009: Notruf Hafenkante jako Maik Lang
- 2009: We wszystkich przyjaźni (In aller Freundschaft) jako Jan Friedrichs
- 2009: SOKO Kitzbühel jako Harry Obermoser
- 2009: SOKO Donau
- 2010: Alisa - Idź za głosem serca (Alisa - Folge deinem Herzen) jako Stefan Faber